# Col de Buire
Le col de Buire est un col situé à une altitude de 1 211 m dans les Alpes-de-Haute-Provence. Il permet de relier par la route la haute vallée du Largue au ravin de Combe Crue. Il est en limite communale entre L'Hospitalet, au nord, et Lardiers, au sud.

## Cyclisme
En 2022, le Tour de La Provence emprunte par 2 fois ce col, lors de la dernière étape.